# 峰市镇
峰市镇，旧称塅头、双峰，是中华人民共和国福建省龙岩市永定区下辖的一个乡镇级行政单位，位于福建省西南部，西南与广东省大埔县交界。峰市自古以来是闽西地区与广东商业贸易的重要门户，素有“闽西入粤孔道”之称，发源于宁化县的汀江亦在此流入广东。峰市镇人民政府驻锦西社区。

## 历史
峰市是依靠汀江水运而发展起来的港埠城镇，该地最早归属上杭县来苏里（治所在今中都镇）管辖，尔后因峰市的地理位置较为重要而单独分出成立了溪南里。明朝初期，该地名为塅头，成化十四年（1478年）起属永定县管辖，至明朝中期时，该地人口逐渐增多，与潮汕地区的贸易日渐繁荣，当局遂在塅头设立兴化司以管理当地社会，并将塅头地区改属上杭县管辖，此后，明廷分别于嘉靖三十七年（1558年）、万历四年（1576年）先后在塅头设立了抚民馆和河头城两座机构以管理社会治安，亦被当地人俗称作“武衙”和“文衙”，后世亦有“未有峰市，先有两城”的说法。河头城建成后，兴化司迁至永定县境内的丰稔市（在今上杭县境内）。
至清朝初年，作为福建汀州府与广东的门户，峰市地区成为上杭县河税的主要征收来源，雍正十二年（1734年），上杭县县丞移驻峰市。中华民国初年，上杭县改设县佐驻于此，后改设双峰乡。1930年代，中国共产党在第一次国共内战中控制该地区，峰市成为在国民政府封锁下中华苏维埃共和国与外界贸易的重要通道之一。民国25年（1936年）11月，福建省政府以峰市为位置紧要的“闽西入粤孔道”而将峰市升格为峰市特种区，为三等特种区，拥有独立于县的行政级别，属福建省第六行政督察區管辖（区公所驻龙岩县）。民国27年（1938年）7月，峰市旅粤商会认为峰市特种区“地狭人稀，商困民贫”，请求中華民國內政部同意将其恢复上杭县管辖，但未获得批准。同年10月，福建省政府将峰市特种区升格为二等区。民国29年（1940年）3月底，福建省政府裁撤峰市特种区，将峰市特种区改为永定县（今龙岩市永定区）第五区，与此同时，上杭县洪山乡（今洪山镇）、龙岩县竹子炉的境域亦划归永定县管辖。
中华人民共和国成立后，峰市改设为永定县第九区，后洪山区辖境并入，改设峰市乡，1958年改设峰市公社，1984年恢复为峰市乡，并析出洪山乡。1998年9月，永定县人民政府将峰市乡改置为峰市镇并延续至今。2015年，永定县改制为龙岩市永定区，峰市镇属之。

## 地理
作为重要的商埠所在，汀江在峰市镇境内流入广东省。此外，龙岩市境内的海拔最低处位于峰市镇芦下坝的永定河口，海拔69米。

## 行政区划
峰市镇境内共有11个村级行政区划，包括2个社区（居民委员会）和9个行政村（村民委员会）：
峰市街社区、锦西社区、高山村、桃泉村、河头村、俄山村、信美村、忠信村、寨头村、黄寨村和新坑村。